# Pedro Blanco López
Pedro Blanco, de nombre completo Pedro Buenaventura Santiago Blanco López (León, 14 de julio de 1883-Oporto, 1 de mayo de 1919), fue un compositor, pianista, profesor y crítico musical español.

## Vida[1]

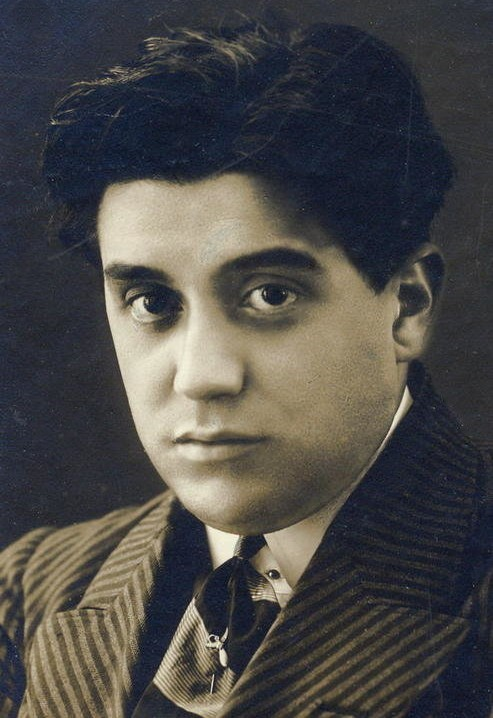
Pedro Blanco López

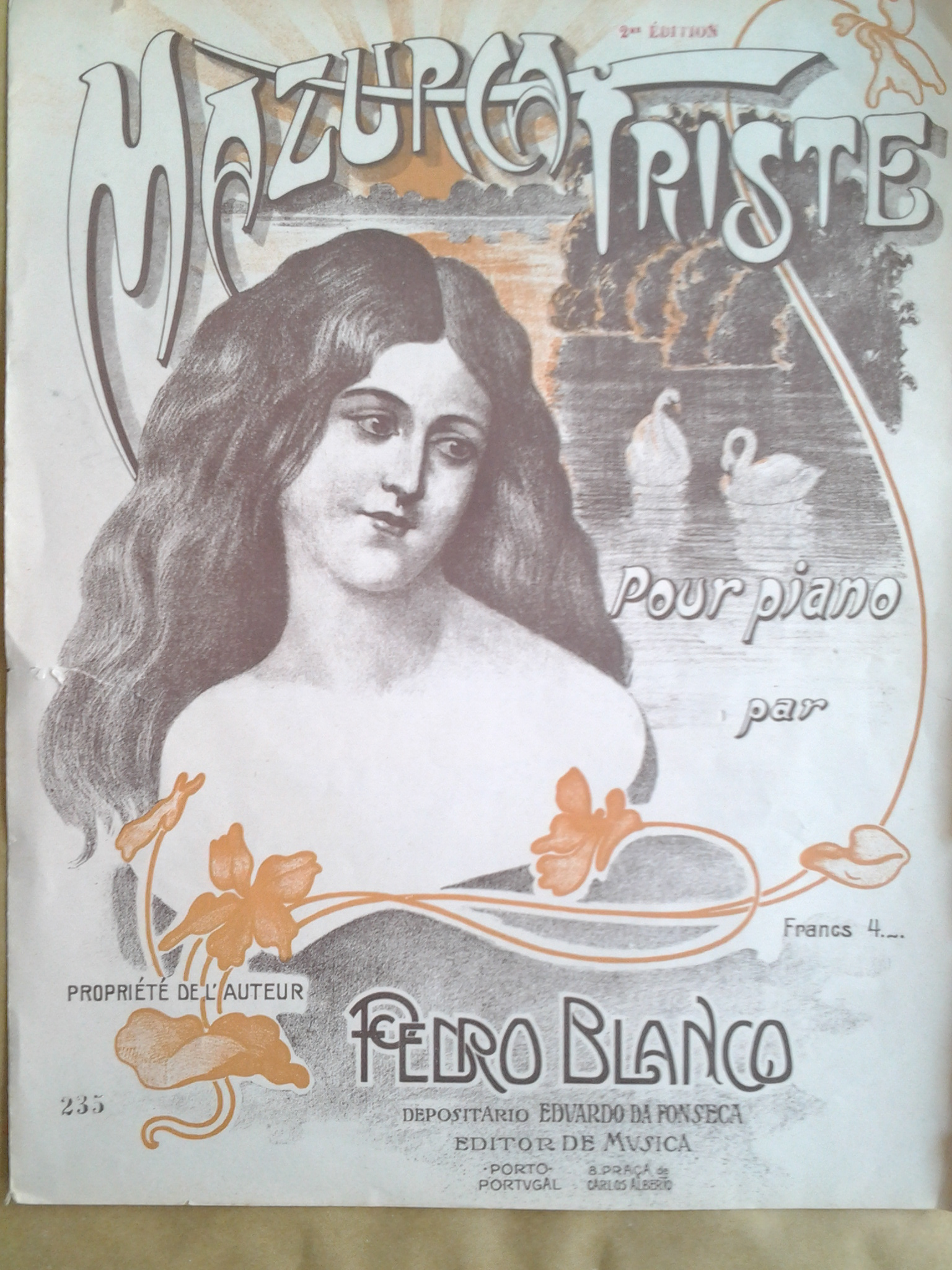
Portada de Mazurca triste de Pedro Blanco

Hijo del músico Mateo Blanco del Río y de Emilia López y Moya inició sus estudios musicales con su padre en León. A partir de 1896, estudió en la Escuela Nacional de Música de Madrid con maestros como Felipe Pedrell, Andrés Monge y Juan Cantó Francés. Con los dos primeros, así como con Tomás Bretón, director del conservatorio desde 1901, mantuvo una importante relación epistolar a lo largo de su vida. Sus estudios fueron posibles gracias a una beca de la Diputación de León, por lo que, años más tarde, dedicaría su obra orquestal Añoranzas a dicha institución. En el Conservatorio de Música y Declamación, como pasó a denominarse la Escuela Nacional con el cambio de siglo, entabló amistad con Benjamín Orbón y obtuvo el Primer Premio de Piano en 1902.
En Madrid, comenzó una carrera como pianista que lo llevó hasta Oporto, donde residió desde 1903 hasta su fallecimiento. Allí se casó con la estudiante de piano Clementina Nogueira y tuvo dos hijos. Al poco de su llegada a Portugal, se integró en un círculo literario y artístico de la ciudad costera de Espinho, en el que figuraban personalidades como el pintor Amadeo de Souza-Cardoso, el poeta y pedagogo João de Barros y, sobre todo, el médico y escritor Manuel Laranjeira. A través de este singular personaje, Blanco conoció a otros como Miguel de Unamuno, con quien mantuvo correspondencia durante varios años. Entre sus amigos españoles, y colaboradores ocasionales, figuraron el pintor Cecilio Plá, el dramaturgo Guillermo Perrín y el caricaturista Ramón Cilla.
Pedro Blanco desarrolló una importante actividad como profesor de piano, con multitud de discípulos durante más de una década. Además, formó parte del primer cuerpo docente del Conservatorio de Música de Oporto, donde impartió clases desde 1917 hasta su muerte. Blanco tuvo una relevante participación en la floreciente vida cultural de Oporto en las dos primeras décadas del siglo XX, en movimientos como Renascença portuguesa. Artista apasionado y carismático, tuvo una influencia innegable en la comunidad, que aprovechó para desplegar una importante labor social. En la ciudad del Duero desarrolló una estrecha amistad con personalidades de la talla del escultor António Teixeira Lopes, el dibujante Leal da Câmara o el escritor Antero de Figueiredo. Asimismo, mantuvo una fluida correspondencia con personalidades del mundo musical y artístico nacional e internacional. 
Como publicista, Pedro Blanco escribió multitud de artículos para periódicos y revistas, principalmente españoles y portugueses, centrados en varios campos: la crítica musical, el regeneracionismo y la defensa de la condición de los músicos, y la difusión de la cultura entre las dos naciones vecinas. Llevó a cabo una importantísima, y hasta ahora olvidada, labor de intercambio cultural entre España y Portugal, contribuyendo activamente en la siembra de un contemporáneo iberismo cultural.
Falleció el 1 de mayo de 1919, víctima del virus de la influenza.
Pedro Blanco, a pesar de su muerte prematura, fue autor de una veintena de obras para piano, canto y piano, piano y violín, y también para orquesta.

## Obra musical
Pedro Blanco escribió esencialmente obras para piano solo, pero también un concierto para piano y dos suites orquestales, además de numerosas canciones y una obra para violín y piano. Algunas de sus obras fueron editadas y existen aún algunos ejemplares. 
El desarrollo de su obra, así como su incomprensible desaparición de la herencia cultural española, es un caso extraordinario en la historia de la música. La progresiva y radical individualización de su música en los últimos años de su corta vida nos deja con la incógnita de hasta dónde habría podido llegar el quizás más injustamente olvidado de los compositores españoles. Por otra parte, el terrible abandono al que sucumbió su obra a lo largo de casi un siglo sólo podrá superarse a través de una activa difusión de su música.

### Obra para piano[2]
La obra para piano del compositor leonés Pedro Blanco, extremadamente extensa si se tiene en cuenta su prematura muerte, se puede dividir en dos corrientes estéticas: un primer estilo posromántico relativamente próximo al lenguaje musical de Chopin o Schumann, y otro estilo nacionalista fiel a las enseñanzas de su maestro Felipe Pedrell, basado en el folklore español. 
Sin embargo esta división no deja de ser insuficiente para definir la compleja y personal obra de un compositor injustamente olvidado cuya escritura, fantasía y genialidad es comparable a la de los grandes maestros de la música española de principios del siglo XX.

#### La obra para piano postromántica
Bajo este estilo se agruparían las siguientes obras: 
- Polonesa en re menor (1905).
- Mazurca Trista Opus 1 (?).
- Jenuesse d´amour — Seis Valses lentos (1910?) —sólo se conservan los tres primeros—.
- Heures Romantiques—Impressions Intimes (1914).
- Dos Mazurcas Opus 12 (1917).

La Polonesa fue compuesta en 1905 y es una obra de juventud que no llegó a ser publicada y de la cual nos queda solamente el manuscrito. Fue probablemente pensada como obra de bravura para sus propios conciertos, y deja entrever algunos de los aspectos que perdurarán en el resto de su obra: virtuosismo, lirismo y claridad formal.
Las Mazurcas de Blanco son de carácter más lento que las de Chopin, en las cuales están inspiradas. De hecho, la Mazurca Triste Opus 1 nos recuerda más en ocasiones a la languidez de un nocturno que a una danza polaca. Las Dos Mazurcas Opus 12, del Amor y del Dolor respectivamente, fueron escritas en 1917 y son obras más elaboradas y maduras. Están unidas por diseños musicales comunes y basadas en una célebre cita de Maurice Maeterlinck: «El dolor es el primer alimento del amor». Pedro Blanco nos lo traduce musicalmente utilizando una misma célula musical en el primer tema de ambas mazurcas, recalcándonos que el amor y el dolor forman parte de una misma naturaleza. 
De los seis Jeunesse D`Amour — Six Valses Lentes originales, solamente nos han sido transmitidos tres. Estas obras de salón, cuya simplicidad no deja de resultar encantadora, parecen haber sido creadas para ganarse los corazones de las damas en los conciertos privados.
La escritura de la serie Heures Romantiques (Impressions Intimes) Opus 6 es ya más compleja. Sus movimientos son «Préambule», «Caprice», «Impromptu», «Rêverie», «Berceuse» y «Ballade». Los movimientos «Préambule», «Caprice», «Impromptu» y «Ballade» continúan aún el modelo formal de Chopin, mientras que «Berceuse» y en especial «Rêverie», quizás la pieza más destacable del ciclo, se acerca más a la textura impresionista de Debussy. «Berceuse» está basada en la escultura de Teixeira Lopes «Enfants endormis», mientras que «Ballade», la obra de mayor ambición y envergadura, está dedicada al escritor y amigo Dr. Manuel Laranjeira y basada en su «Prefacio Lyrico para uma ballada».

#### La obra para piano nacionalista
- Hispania (Suite), Opus 4 (1910).
- Galanías—Imágenes de España, Opus 10 (1916).
- Castilla—Cuatro impresiones—Cuatro imágenes de España, Opus 16.

La suite Hispania Opus 4 («Preludio», «Capricho», «Intermedio», «Serenata» y «Rapsodia») fue compuesta en 1910 y está llena de evocaciones de factura andalucista. Muchas de sus melodías provienen del folklore español, y predominan los ritmos marcados, los sonidos de la guitarra y los ambientes andaluces. En conjunto, las cinco piezas de la serie nos ofrecen un inspirado cuadro de la cultura popular española.
Galanías—Imágenes de España Opus 10, compuesta en 1916, es una obra maestra de su género. El nombre hace referencia a la elegancia, gallardía y gentileza del galán. Pedro Blanco se sirve de esta idea para crear cinco cuadros costumbristas españoles («Los Chisperos», «Remembranza del amor ausente», «Verbena», «Melancólica serenata» y «Majencia»).
«Los Chisperos», primera pieza de la serie, era el nombre que se daba antiguamente tanto a los herreros como al barrio de Las Maravillas de Madrid, debido a la abundancia de herreros que vivían en él. Viene precedida por el Elogio a la seguidilla, del poeta Rubén Darío:

Las almas armoniosas buscan tu encanto
fol
sonora rosa métrica que ardes y brillas

y España ve en tu ritmo, siente en tu canto

sus hembras, sus claveles, sus manzanillas.

«Remembranza del amor ausente» narra la historia de un amor desde la lejanía que otorga la memoria. El compositor cubano y amigo del autor Eduardo Sánchez de Fuentes la definía así: «¡Allí está la maja soslayada en la ojiva de su recinto, escuchando la trova cálida del amante cauteloso que pleno de pasión la implora en la lejanía; allí están las notas de la doliente y amorosa guitarra que habla del amor tantas veces soñado!...»
«Verbena» evoca la alegría, el colorido y el alboroto de la fiesta andaluza. Tras el jolgorio popular inicial se escucha uno de los temas más inspirados de la producción de Blanco, que es transformado brillantemente a lo largo de la obra. 
En «Melancólica Serenata» se escucha al enamorado cantar acompañado de su guitarra a una amada inalcanzable. Mientras que el primer tema está armonizado de acuerdo a las diferentes escalas modales de la melodía, el segundo tema es de trazo impresionista y está formado por escalas de tonos enteros.
«Majencia» está dedicada al pianista Arthur Rubinstein, quien visitó la península ibérica por primera vez en 1916, el mismo año de composición de Galanías, y quien mostró durante toda su vida una gran admiración por la música española. «Majencia», con su evocadora melodía inicial y su virtuosismo de excepción culmina brillantemente la serie, probablemente una de las cumbres de la literatura pianística española.
Castilla Opus 16 es su última obra para piano y fue publicada de manera póstuma. Es su obra más individualista y también la más oscura. El material armónico se hace más complejo y ambiguo, mientras que la polifonía se vuelve más elaborada. No deja de ser paradigmático que Pedro Blanco dedique a su tierra natal su última obra, sublimándola en el ocaso de su vida. En una carta a Felipe Pedrell el autor la describe así:

... trato de dar a esos pequeños cuadros el sabor, el color, la atmósfera, en fin, de mi región natal, con la cual adquieren, a mi ver, aspecto y ambiente popular, como ocurre, por ejemplo, con el principio del cuarto número, y, quizá, en todo ese cuadro, inspirado en la vida maragata.

La melodía del primer número tiene el sabor de una de esas canciones melancólicas que los gañanes de Castilla cantan a la hora vespertina, cuando recogen sus ganados para reunirse a comer el rancho, llamado de gañanes.

El segundo tiene una frase lenta, que es una verdadera nana o canción de cuna, que me acostumbraba a cantar mi pobre madre, cuando yo era pequeñito.

El número tres es, verdaderamente, un paisaje con el fondo gris, desolador, de la meseta castellana, y la aridez sombría y monótona de su ambiente.

### La obra para canto y piano[3]
Al igual que en la obra para piano, el corpus conservado para canto y piano muestra las dos vertientes de nuestro músico: el postromanticismo y el nacionalismo, teñido de un gran romanticismo.
De su faceta nacionalista, la única canción que se conserva es ¡Guitarra mía!, subtitulada Canción Española (Opus 2). Se cree que es anterior a 1916 y hay constancia de otras dos con igual subtítulo pero extraviadas: Los ojos negros y Mi querer, que constituirían el Opus 3. ¡Guitarra mía! es la canción más extensa del compositor y está basada en una poesía en castellano de Octavio Diaz-Berrio y López. Formalmente encontramos tres partes: la primera y la tercera imitan en el acompañamiento pianístico al rasgueo de una guitarra y tienen un carácter más recitativo; la central, de gran envergadura y extensión en la voz, muestra tintes más románticos a la vez que emana una gran tristeza. Trata, pues, del amor frustrado, que torna más dramático empleando floreos o melismas propios del folklore andaluz. Se interpretó en el entierro del propio compositor y está dedicada a su amigo el cantante J. de Brito.
Cronológicamente, las siguientes canciones compuestas por Pedro Blanco fueron las Cançoes o Canciones Portuguesas, también anteriores a 1916. Tienen en común con ¡Guitarra mía! el tipo de acompañamiento pianístico, menos elaborado y apoyando el canto en todo momento. Son las primeras canciones que Pedro Blanco compone en su nuevo idioma, el portugués, y para ello elige poemas de Maximiano Ricca, Carvalho Barbosa y João Saraiva, este último, poeta lírico y satírico contemporáneo del compositor. La primera audición de las mismas corre a cargo de Alexandre d’Azevedo (O Senhor Reitor y A Fiandeira) y de Aura Abranches (Flor da Rua) en las fiestas de la Cançao Portuguesa. D’Azevedo era un cantante cómico que, junto a Palmira Bastos, forma una compañía con la que recorre todo Portugal. Esto explica que el carácter de O Senhor Reitor sea muy jovial y exija una gran teatralidad. Con una música muy sencilla, repite cuatro estrofas diferentes, donde se suceden diálogos y descripciones costumbristas no sin cierta picardía. Flor da Rua fue estrenada por Aura Abranches, famosa dramaturga y actriz de comedia, que en esta canción da vida a una muchacha sin hogar y muy infeliz. La última de las tres Cançoes, A Fiandeira, se caracteriza por un acompañamiento pianístico que simula el movimiento continuo de una rueca, en clara alusión al oficio de hilar.
El Opus 9 está constituido por Dos Melodías: «Rosa e Lirio» y «Barca Bella», ambas con poemas de Almeida Garrett, escritor romántico de la primera mitad del siglo XIX. Los poemas están extraídos de un álbum titulado Folhas caídas. También parecen anteriores a 1916, pero musicalmente son más evolucionadas. «Rosa e Lirio» tiene la indicación de Allegro Volante y en ella el acompañamiento pianístico viene dado por un ostinato con pequeñas pausas expresivas, que hace que la música fluya siempre hacia adelante. «Barca Bella» se caracteriza por tener dos partes claramente diferenciadas: en la primera el piano acompaña de manera hipnótica queriendo imitar las olas del mar mientras que en la segunda se deja llevar por el romanticismo que evoca a las sirenas embaucadoras de pescadores.
El Opus 11 lo constituye un par de canciones tituladas «Cantiga» y «Trovas do Longe». La primera es anterior a 1916 mientras que la segunda es de 1917. «Cantiga» está escrita sobre un poema de Eugénio de Castro (1869-1944), considerado como el introductor del simbolismo en Portugal y uno de los más grandes de su época. Para los simbolistas la música era la más importante de todas las artes, y de ahí la búsqueda de aliteraciones, sinestesias... La elaboración del acompañamiento recuerda a una música un tanto antigua, con floreos barrocos, y en ella encontramos tres partes iguales con una introducción del piano solo y un epílogo donde ambos instrumentos se funden. «Trovas do Longe» está escrita sobre un texto de Afonso Lopes Vieira (1878-1947), poeta adscrito a la «Renascença» portuguesa, con apetencia sobre temas líricos populares y nacionales: las gentes, las costumbres, los paisajes… En este poema el tema es la saudade, la nostalgia, descrita perfectamente por el acompañamiento del piano que, en los momentos más dramáticos, adquiere mucho movimiento.
Las dos últimas canciones de Pedro Blanco conservadas constituyen el Opus 14, titulado Duas melodías. La primera, «Madrigal», está en castellano, basada sobre un poema de Francisco Rodríguez Marín (1855-1943), Director de la Real Academia Española que se distinguió por su españolismo, su cervantismo, y su acervo folklórico. Como poeta escribió entre otras obras madrigales y sonetos reminiscentes en temática y estilo del Siglo de Oro. En «Madrigal» encontramos una brevísima canción cargada de gran intensidad y dramatismo, donde una introducción pianística da paso a unos versos tristes apoyados por el piano, siempre en la parte más aguda del canto. «Quand Meme» está basada en un poema de Pierre Étile. Es también muy breve y escrita sobre un ritmo ostinato de corcheas que se acelera en los momentos vocales más dramáticos y brillantes. Es la única canción en francés y su temática es amatoria. Recorriendo el catálogo de Pedro Blanco, observamos que compagina su faceta de compositor para piano solo con la de compositor de canciones. En ésta, vemos una evolución clara en la escritura del piano, cuya elaboración se va complicando y diferenciando del canto. Casi todas las canciones mantienen en común su estructura formal tripartita, y en todas, las indicaciones son exhaustivas, llegando incluso a señalar recursos técnicos en el instrumento que dominaba: el piano. La tesitura para el canto se estira en intervalos arriesgados y recorre una extensión muy amplia: desde un “quasi parlato” a brillantes agudos. Gusta de usar tonalidades en tono menor, que describen con más fidelidad los textos, en su mayoría románticos. Estos textos nos van demostrando que, poco a poco, él mismo se imbuye en el buen quehacer literario de su país de acogida, eso sí, sin olvidar nunca sus orígenes.

### La obra para violín y piano[4]
Pedro Blanco escribió en 1915 una obra para violín y piano titulada Romance y Zambra andaluza, fiel reflejo del carácter nacionalista de su música. Se la dedicó “al notable artista José Porta”, violinista nacido en Huesca que fue profesor en el Conservatorio de Lausana (Suiza) y realizó numerosas giras internacionales. La obra consta de dos piezas, siendo la segunda muy virtuosa y exigente para el violín. Está inspirada en la música romántica de salón, muy de moda en la época, al estilo de algunas piezas de Sarasate o de Fernández Arbós, aunque con la parte de piano más elaborada, dada su condición de pianista. El «Romance» es un lied bitemático con estructura ternaria escrito en modo menor cuyos temas tienen “giros” típicamente andaluces. La pieza fue utilizada posteriormente por el autor en el segundo movimiento de la Suite orquestal Añoranzas. La Zambra Andaluza es una danza en tempo Allegro vivace en la que el compositor exprime los recursos técnicos más virtuosos del violín, como armónicos, dobles cuerdas, pizzicatti de la mano izquierda o variolajes. Etimológicamente, “zambra” procede del bullicio o del ruido de algunos instrumentos, pasando a designar posteriormente una fiesta morisca con música y algarabía. Se caracteriza por ser un “cante” acompañado de guitarra con un ritmo repetitivo que demuestra su evidente raíz folklórica.

### La obra para orquesta[5]
En 1914, Pedro Blanco decidió encargar la orquestación de la suite para piano Hispania al músico francés afincado en Oporto Lucien Lambert. El estreno se produjo el 24 de enero de 1915, bajo la dirección de Raimundo de Macedo, en el Salón del Jardim de Trindade.
Ese mismo año, Blanco emprendió la composición de su primera obra sinfónica, basada en temas populares leoneses, titulada Añoranzas (Op. 8). La obra consta de cuatro partes: I. “Evocación”, II. “Burlesca”, III. “Romance” y IV. “Humorada”. El compositor escribió un prólogo a la partitura que comienza así:

AÑORANZAS: BENDITA palabra que encierra toda la gama del sentimiento y de la emoción. Ella participa del misterio y de la luz; de la alegría y del dolor; de la ilusión y del desengaño. Así como un perfume tenue o penetrante nos recuerda la mujer amada, una canción de nuestra patria nos inspira una añoranza íntima; nos hace revivir una época feliz que ya pasó... El minuto en que se gozó, una emoción amable o dolorosa, es el germen de añoranza, de toda la vida futura.
Pedro Blanco López

La obra, de carácter nacionalista, evoca el espíritu del alma de su tierra y la añoranza de sus orígenes, el amor a la patria ausente. Los cuatro números que componen la obra se basan en cantos populares leoneses, como la popular copla “Levántate, morenita, que ya viene la mañana...”, aunque tratados con libertad y un carácter melancólico.
Blanco presentó su obra al concurso de composición del Círculo de Bellas Artes convocado en junio de 1915. Tras una gran demora, en 1917, el fallo del jurado, muy polémico y discutido en su momento, dejó desiertos los premios primero y tercero y concedió el segundo a una obra de Jesús Guridi. A pesar de no haber obtenido el galardón, Añoranzas se convirtió en la obra más celebrada, tanto en su estreno en Lisboa, el 11 de febrero de 1917, como en el de Madrid, el 8 de febrero de 1918, con Pérez Casas como director. El entusiasmo del público hizo repetir gran parte de la obra y la prensa de ambos países, tanto la musical como la generalista, destacó la belleza y elegancia de la composición y testimonió la consagración de Pedro Blanco como compositor de relieve.
No obstante, el triunfo se vio ensombrecido por el fallecimiento de la madre del músico leonés, el mismo día del estreno en Madrid. Blanco entró en una fase personal más reflexiva, contenida y madura, sin duda, también influida por el carácter sentimental de su patria de adopción con la que se iba identificando cada vez más. Se decidió entonces a crear un concierto para piano y orquesta, quizá a lo Tchaikovski o Grieg, género que no se estaba cultivando en la península en ese momento. El autor dedicó la obra a la pianista, crítica musical y filántropa Elisa de Sousa Pedroso.
El Concierto para piano y orquesta en si menor (Op. 15), consta de tres movimientos que llevan por título: “La tragedia del pesimismo”, “Diálogo sentimental” y “Triunfa la fe”. En el Concierto se utiliza la técnica de los leitmotivs, y los temas del ideal, el optimismo, el pesimismo, la fe o el triunfo se van desarrollando y conversan entre sí a lo largo de la partitura. El misterioso asunto que subyace en este peculiar concierto para piano causó curiosidad tanto en la época como en la crítica actual. Esta lucha entre el pesimismo y la fe podría estar relacionada con el largo poema "Conmigo. Diálogo con mi alma" de Manuel Laranjeira, fallecido unos años antes. Incluso el curioso lema Plus ultra cor meum (¡Corazón, ve más allá!) que Pedro Blanco comenzó a utilizar desde 1917, podría estar inspirado en otro texto de Laranjeira.
La obra se estrenó el 7 de abril de 1918 en el salón del Jardim da Trindade, por la Orquesta Sinfónica de Oporto dirigida por Raimundo de Macedo y con el propio compositor al piano. La crítica de la época la consideró la obra más definitiva del autor leonés, identificada con el postromanticismo portuense.
Por último, debemos mencionar una pequeña obra para coro y orquesta de cuerda: Duas melodías portuguesas, Opus 13. Se compone de dos piezas, “Anjo da guarda” y “Noite de Amores”, basadas en sendos poemas del escritor romántico João de Deus. Estos dos poemas, publicados inicialmente en el libro Folhas soltas, se hacen encajar perfectamente con la música y dotan a Duas melodías portuguesas de un delicado lirismo. Pedro Blanco dedicó la obra a Raimundo de Macedo, quien dirigió su estreno el 20 de julio de 1918, en el Teatro Gil Vicente del hoy desaparecido Palacio de Cristal de Oporto.

## Recuperación de la obra musical[7]
A pesar de la fama que alcanzó en su tiempo, la obra de Pedro Blanco quedó en un inexplicable olvido durante casi cien años. Fue a comienzos del siglo XXI cuando se produjo un redescubrimiento de sus composiciones. En Portugal, fue fundamental la labor de la familia y, en particular, de José Pedro Abreu, nieto del compositor, que consiguió reunir todos los documentos, cartas, partituras, etc. y los donó a la Biblioteca de Música Contemporánea Española de la Fundación Juan March.
Por otra parte, tras el hallazgo fortuito de una partitura en un anticuario, volvió Pedro Blanco a ser recordado en su ciudad natal. En la recuperación de la obra musical en España ha sido fundamental la labor del Festival de Música Española de León, dirigido por Miguel Fernández Llamazares, programando conciertos de sus obras durante varios años y editando dos discos dobles correspondientes a su obra sinfónica y al resto de sus composiciones. La pianista y musicóloga Julia Franco Vidal ha publicado seis volúmenes de ediciones críticas de gran parte de las obras de Blanco. El año 2019, con motivo del centenario del fallecimiento del compositor leonés, se programaron varias actividades como homenaje. Una labor de intercambio ha dado paso a nuevos conciertos y grabaciones en ambos países. En 2021, fue encontrada la partitura del vals "Carmen", publicada por Pedro Blanco cuando tenía 15 años y estudiaba en el conservatorio de Madrid.